# Batalha (freguesia)
A Freguesia de Batalha, com sede na vila de Batalha, é uma freguesia portuguesa do Município da Batalha com 28,42 km² de área e 8818 habitantes (censo de 2021), tendo, por isso, uma densidade populacional de 310,3 hab./km².

## Demografia
Nota: Com lugares desta freguesia foi criada pela lei nº 37/84, de 31 de dezembro, a freguesia de Golpilheira, daí que dos censos de 1981 para os de 1991 se veja uma perda de população.
A população registada nos censos foi:
| Distribuição da População por Grupos Etários | Distribuição da População por Grupos Etários | Distribuição da População por Grupos Etários | Distribuição da População por Grupos Etários | Distribuição da População por Grupos Etários |
| -------------------------------------------- | -------------------------------------------- | -------------------------------------------- | -------------------------------------------- | -------------------------------------------- |
| Ano                                          | 0-14 Anos                                    | 15-24 Anos                                   | 25-64 Anos                                   | > 65 Anos                                    |
| 2001                                         | 1306                                         | 1052                                         | 4089                                         | 1075                                         |
| 2011                                         | 1455                                         | 915                                          | 4794                                         | 1384                                         |
| 2021                                         | 1346                                         | 946                                          | 4756                                         | 1770                                         |

## Heráldica

### Brasão de armas
O escudo tem campo verde, no qual se encontram: em chefe um escudo com as quinas azuis de Portugal, das quais as laterais apontam para o centro (simbolizam a luta pela nação na Batalha de Aljubarrota); ao centro duas espadas de prata, empunhadas de ouro, passadas em aspa e apontadas em riste; na campanha, portal renascentista com arco trilobado contendo um arco policêntrico, tudo de ouro (simbolizando o Mosteiro). Acima do escudo, está uma coroa mural de prata de três torres; abaixo, um listel branco, com a legenda a negro «FREGUESIA DE BATALHA»;

### Bandeira
A bandeira é branca, com cordão e bordas de prata e verde e haste e lança de ouro, com o brasão ao centro.

## Património
- Mosteiro da Batalha ou Mosteiro de Nossa Senhora da Vitória ou Mosteiro de Santa Maria da Vitória
- Igreja da Exaltação de Santa Cruz ou Igreja Matriz da Batalha
- Pelourinho da Batalha (transformado em Cruzeiro)
- Capela de Santo Antão
- Edifício do século XVIII
- Igreja da Misericórdia da Batalha
- Viaduto conhecido por Ponte da Boutaca ou Ponte de Boitaca
- Conjunto do Edifício solarengo, pertencente às famílias Salles Zuquet e Oliveira Simões, Solar da Quinta do Fidalgo
- Edifício de Horácio Fernandes Santos Monteiro